# Bougainvillegräsfågel
För andra betydelser, se Bougainville (olika betydelser).
Bougainvillegräsfågel (Cincloramphus llaneae) är en fågel i familjen gräsfåglar inom ordningen tättingar.

## Utseende och läte
Bougainvillegräsfågel är en relativt kraftig och långstjärtad gräsfågel. Ovansidan är mörkbrun, medan bröst och ansikte är ljusare rostorange. Buken är mörkare än bröstet. I ansiktet syns ett mörkt ögonstreck. Lätet består av en tvåtonig visslad fras, följt av en ljusare ton. 

## Utbredning och systematik
Bougainvillegräsfågeln förekommer i bergen på Bougainville i norra Salomonöarna. Den behandlas som monotypisk, det vill säga att den inte delas in i några underarter.

### Släktestillhörighet
Bougainvillegräsfågeln placeras traditionellt i släktet Megalurulus. DNA-studier från 2018 visar dock att arterna i Megalurulus inte är varandras närmaste släktingar utan bildar en klad tillsammans med arterna i Cincloramphus, fijigräsfågeln, timorgräsfågeln (Buettikoferella) samt rostgräsfågeln och papuagräsfågeln från Megalurus. Författarna till studien rekommenderar att alla dessa placeras i Cincloramphus som har prioritet, och denna hållning följs här.

## Levnadssätt
Bougainvillegräsfågel hittas i bergsskogar över 900 meters höjd. Där bebor den täta och mörka stånd av bambu, bräkenväxter och annan undervegetation. Liksom andra gräsfåglar håller den sig mycket dolt och kan krypa i vegetationen som en mus. 

## Status
Arten är mycket dåligt känd och utbredningsområdet är mycket litet. Den antas ha ett mycket litet bestånd uppskattat till mellan 1500 och 7000 vuxna individer. Fågeln tros också minska i antal till följd av predation från råttor och katter. IUCN kategoriserar arten som nära hotad.